# NGC 5015
NGC 5015 је спирална галаксија у сазвежђу Девица која се налази на NGC листи објеката дубоког неба.
Деклинација објекта је - 4° 20' 13" а ректасцензија 13h 12m 22,8s. Привидна величина (магнитуда) објекта NGC 5015 износи 12,3 а фотографска магнитуда 13,2. NGC 5015 је још познат и под ознакама MCG -1-34-12, IRAS 13097-0404, PGC 45862.